# 모던 러버스
모던 러버스(The Modern Lovers)는 미국의 록 밴드이다.